# Dragon Head (manga)
Pour les articles homonymes, voir Dragon Head.
Autre
Dragon Head (ドラゴンヘッド, Doragon Heddo) est un seinen manga écrit et dessiné par Minetarō Mochizuki. Il a été prépublié entre 1995 et 2000 dans le magazine Young Magazine de l'éditeur Kōdansha et a été compilé en un total de dix volumes. La version française est éditée en intégralité par Pika Édition et la version anglaise par Tokyopop.
Une adaptation en film live, Dragon Head, est sortie en 2003.

## Synopsis
Une classe rentre à Tokyo d'un voyage, à bord du Shinkansen. Teru Aoki aperçoit quelque chose avant que le train passe dans un tunnel puis, la terre tremble, le train déraille et pratiquement tous les passagers meurent sur le coup.
Seuls Teru, Ako et Nobuo, trois collégiens, survivent à cet accident. Nobuo sombre peu à peu dans la folie et la peur. Teru et Ako, eux, veulent tout faire pour sortir de ce tunnel oppressant, mais ils sont loin d'imaginer ce qui les attend à sa sortie. Les vivres commencent à diminuer. Pourquoi la température augmente-t-elle ? Pourquoi les secours ne viennent-ils pas ? Et surtout, que se passe-t-il dehors et pourquoi l'état d'urgence semble-t-il avoir été déclenché ?

## Personnages
Teru Aoki
Étudiant, veut sortir de l'impasse et retourner à Tokyo retrouver ses parents.
Ako Seto
D'abord inconsciente, s'attache à Teru et lui est d'un grand secours par la suite.
Nobuo Takahashi
Second garçon, qui contrairement à Teru, se laisse emporter par le désespoir.

## Liste des volumes
Le manga a été prépublié entre 1995 et 2000 dans le magazine Young Magazine de l'éditeur Kōdansha et a été compilé en un total de dix volumes. La version française a été éditée en intégralité par Pika Édition en dix volumes sortis entre janvier et février 2001 puis réédité en grand format entre octobre 2010 et décembre 2012. Une troisième édition française est publiée depuis janvier 2017 dans une édition en cinq tomes.
| no | Japonais         | Japonais          | Seconde édition française | Seconde édition française |
| no | Date de sortie   | ISBN              | Date de sortie            | ISBN                      |
| --- | ---------------- | ----------------- | ------------------------- | ------------------------- |
| 1 | 6 mars 1995      | 978-4-06-323519-7 | 5 octobre 2010            | 978-2-8116-0335-9         |
| Liste des chapitres : - Chapitre 1 : Un voyage avec l'école (終学旅行, Shūgaku no ryokō) - Chapitre 2 : Seuls (ひとり, Hitori) - Chapitre 3 : Les survivants (生存者, Seizonsha) - Chapitre 4 : Fin de journée (その日の終わり, Sono hi no owari) - Chapitre 5 : Un monde fermé (閉ざされた世界, Tozasareta sekai) - Chapitre 6 : Un fantôme (幽霊, Yūrei) - Chapitre 7 : Le réveil (目覚め, Mezame) - Chapitre 8 : Celui qui vit dans sa tête (心に巣くうもの, Kokoro ni sukū mono) - Chapitre 9 : Des choses de jeunes filles (彼女のハンデ, Kanojo no hande) - Chapitre 10 : Le ciel, à l'est (東の空, Higashi no sora) - Chapitre 11 : Je vais rentrer chez moi (家, Uchi)   |                  |                   |                           |                           |
| 2 | 6 juillet 1995   | 978-4-06-323549-4 | 16 novembre 2010          | 978-2-8116-0373-1         |
| Liste des chapitres : - Chapitre 12 : Quelque chose qui sonne faux (不協和音, Fukyōwaon) - Chapitre 13 : Maquillage (化粧, Keshō) - Chapitre 14 : Tête de singe (ミニラ, Minira, litt. Minilla) - Chapitre 15 : Le sommeil (睡魔, Suima) - Chapitre 16 : Le maître de l'obscurité (闇の主, Yami no aruji) - Chapitre 17 : De l'eau (導水, Dōsui) - Chapitre 18 : Évasion (逃避, Tōhi) - Chapitre 19 : La mémoire (記憶, Kioku) - Chapitre 20 : L'offrande (闇への供物, Yami e no kumotsu) - Chapitre 21 : Panique (暴走, Bōsō) - Chapitre 22 : Duel (殺し合い, Koroshiai) - Chapitre 23 : Situation extrême (有様, Arisama)                                                      |                  |                   |                           |                           |
| 3 | 8 mai 1996       | 978-4-06-323597-5 | 2 février 2011            | 978-2-8116-0419-6         |
| Liste des chapitres : - Chapitre 24 : Effondrement (崩落, Hōraku) - Chapitre 25 : Le vent (風, Kaze) - Chapitre 26 : Ruines (廃墟, Haikyo) - Chapitre 27 : Le téléviseur (ＴＶ) - Chapitre 28 : La station émettrice (放送局, Hōsōkyoku) - Chapitre 29 : Le monde de la mort (死の世界, Shi no sekai) - Chapitre 30 : Une silhouette (人影, Hitokage) - Chapitre 31 : Le masque (マスク, Masuku) - Chapitre 32 : Le groupe (少年達, Shōnentachi) - Chapitre 33 : Rumeurs (噂, Uwasa) - Chapitre 34 : Mutilations (キャトル・ミューティレイション, Kyatoru myūtireishon) - Chapitre 35 : Perspective (パースペクティブ, Pāsupekutibu) - Chapitre 36 : Le départ (出発, Shuppatsu) |                  |                   |                           |                           |
| 4 | 6 décembre 1996  | 978-4-06-336638-9 | 18 mai 2011               | 978-2-8116-0461-5         |
| Liste des chapitres : - Chapitre 37 : Une coulée de boue (泥流, Deiryū) - Chapitre 38 : La ville fantôme (ゴースト・タウン, Gōsuto taun) - Chapitre 39 : Le groupe (乗組員, Norikumiin) - Chapitre 40 : L'équipe de secours (救助隊, Kyūjotai) - Chapitre 41 : Le « côté obscur » (ダーク・サイド, Dāku saido) - Chapitre 42 : Le pistolet (拳銃, Kenjū) - Chapitre 43 : La ville est en feu (大火災, Dai kasai) - Chapitre 44 : Le refuge (避難場所, Hinan basho) - Chapitre 45 : La tornade de feu (火災旋風) - Chapitre 46 : Le tombeau de feu (火葬場, Kasōba) - Chapitre 47 : Décollage (離陸, Ririku)                                                                      |                  |                   |                           |                           |
| 5 | 6 août 1997      | 978-4-06-336680-8 | 24 août 2011              | 978-2-8116-0517-9         |
| Liste des chapitres : - Chapitre 48 : Le nuage noir (黒雲, Kurokumo) - Chapitre 49 : Du carburant (燃料, Nenryō) - Chapitre 50 : Terre en vue ! (陸地, Rikuchi) - Chapitre 51 : La femme (中年女性, Chūnen josei) - Chapitre 52 : Le vaccin (ワクチン, Wakuchin) - Chapitre 53 : La presqu'île d'Izu (伊豆の姿, Izu no Sugata) - Chapitre 54 : Avant le départ (出発前, Shuppatsu mae) - Chapitre 55 : Souvenirs (トンネルの記憶, Tonneru no kioku) - Chapitre 56 : Des cadavres (死骸, Shigai) - Chapitre 57 : Le garçon à la casquette (帽子の男, Bōshi no otoko) |                  |                   |                           |                           |
| 6 | 6 mars 1998      | 978-4-06-336708-9 | 16 novembre 2011          | 978-2-8116-0571-1         |
| Liste des chapitres : - Chapitre 58 : Le sachet de médicament (薬袋, Yakutai)< - Chapitre 59 : À l'abandon (放置, Hōchi) - Chapitre 60 : Pris au piège (虜（とりこ）, Toriko) - Chapitre 61 : Le sacrifice (人身御供, Hitomigokū) - Chapitre 62 : Des boucs émissaires (スケープゴート, Sukēpugōto) - Chapitre 63 : Attaque et défense - 1 (攻防①, Kōbō 1) - Chapitre 64 : Attaque et défense - 2 (攻防②, Kōbō 2) |                  |                   |                           |                           |
| 7 | 6 avril 1998     | 978-4-06-336731-7 | 15 février 2012           | 978-2-8116-0620-6         |
| Liste des chapitres : - Chapitre 65 : La fuite (疾走, Shissō) - Chapitre 66 : L'explosion (爆発, Bakuhatsu) - Chapitre 67 : Téru revient à lui (目覚め, Mezame) - Chapitre 68 : le départ (別れ, Wakare) - Chapitre 69 : Au cœur du nuage de cendre (雲の中, Kumo no naka) - Chapitre 70 : Un gouffre sans fin (深淵, Shin'en) - Chapitre 71 : Le centre commercial (ショッピング・センター, Shoppingu sentā) |                  |                   |                           |                           |
| 8 | 6 septembre 1999 | 978-4-06-336819-2 | 1er juin 2012             | 978-2-8116-0677-0         |
| Liste des chapitres : - Chapitre 72 : Une colonne de feu, à l'est (東方の火柱, Tōhō no hibashira) - Chapitre 73 : La tornade (嵐, Arashi) - Chapitre 74 : Perdu (逸（はぐ）れる, Hagureru) - Chapitre 75 : Nouveau départ (行方, Yukue) - Chapitre 76 : L'homme aux bandages (包帯の男, Hōtai no otoko) |                  |                   |                           |                           |
| 9 | 6 octobre 1999   | 978-4-06-336826-0 | 22 août 2012              | 978-2-8116-0934-4         |
| Liste des chapitres : - Chapitre 77 : Le bruit (音, Oto) - Chapitre 78 : Un monde souterrain (地下世界, Chika sekai) - Chapitre 79 : Zone interdite (立入禁止区域, Tachiirikinshi kuiki) - Chapitre 80 : L'entrepôt (倉庫, Sōko) - Chapitre 81 : Les habitants du dessous (地下の住人, Chika no jūnin) - Chapitre 82 : Accros à la peur (恐怖ジャンキー, Kyōfu jankī) - Chapitre 83 : L'endroit où je veux retourner (帰る場所, Kaeru basho) |                  |                   |                           |                           |
| 10 | 21 avril 2000    | 978-4-06-336854-3 | 5 décembre 2012           | 978-2-8116-1014-2         |
| Liste des chapitres : - Chapitre 84 : La lettre (手紙, Tegami) - Chapitre 85 : Rendez-vous au lycée (登校, Tōkō) - Chapitre 86 : Téru contre Nimura (テルと仁村, Teru to Nimura) - Chapitre 87 : Les documents (ドキュメント, Dokyumento) - Chapitre 88 : Un fantôme brisé (ブロッケンの妖怪, Burokken no yōkai) - Chapitre 89 : L'horreur de finir seul quand le monde s'écroule ! (世界の終わりに独りは嫌だ, Sekai no owari ni hitori wa iyada) |                  |                   |                           |                           |

## Film en prise de vues réelles
Un film en prise de vues réelles, réalisé par George Iida, est sorti le 1er août 2003 au Japon.

## Distinctions
La série a obtenu le Prix du manga Kōdansha en 1997 et le « prix de l'excellence » du Prix culturel Osamu Tezuka en 2000.

### Documentation
- Paul Gravett (dir.), « De 1990 à 1999 : Dragon Head », dans Les 1001 BD qu'il faut avoir lues dans sa vie, Flammarion, 2012 (ISBN 2081277735), p. 642.
- Reyda Seddiki, « Trois mioches à huis clos », BoDoï, no 21,‎ juillet 1999, p. 15.